# Сойсало, Микаэль
Ми́каэль Со́йсало (фин. Mikael Soisalo; род. 24 апреля 1998, Хельсинки, Финляндия) — финский футболист, нападающий венгерского клуба «Академия Пушкаша» и сборной Финляндии.

## Клубная карьера
Начинал заниматься футболом в четыре года, прошёл школу клуба «Хонка». С 2012 по 2016 год тренировался в академии клуба ХИК. В 2015 году выступал за фарм-клуб ХИКа «Клуби-04» во втором дивизионе. В 2016 году перешёл в клуб высшего дивизиона «Ильвес», подписав двухлетний контракт с возможностью продления ещё на один сезон. 9 апреля 2016 года дебютировал в финском чемпионате в поединке против «КуПСа», выйдя в стартовом составе и будучи заменённым на 90-й минуте. Спустя месяц, 13 мая забил свой первый профессиональный гол в ворота «ПК-35 Вантаа».
В январе 2017 года перешёл в английский «Мидлсбро», подписав трёхлетний контракт, где стал первоначально выступать за резервную команду. Летом 2017 года проходил предсезонные сборы вместе с основной командой «Мидлсбро» и принял участие в нескольких товарищеских матчах. 19 июля отметился забитым мячом в товарищеской игре против «Мансфилд Таун».
15 июня 2018 года перешёл в бельгийский клуб «Зюлте-Варегем», заключив трёхлетний контракт. Дебютировал 11 августа в домашнем матче против «Эйпена» (4:0).
1 января 2021 года перешел в латвийскую «Ригу», заключив контракт на 2 года. Первую игру провел 13 марта против клуба «Вентспилс».

## Карьера за сборную
Игрок юношеских сборных Финляндии по футболу. Принимал участие в отборочном турнире к чемпионату Европы 2015 среди юношей до 17 лет, к чемпионату Европы 2017 среди юношей до 19 лет. В августе 2017 года впервые был вызван в молодёжную сборную Финляндии. Дебютировал 5 сентября в домашней встрече против Фарерских островов